# Пьотър Свидлер
Пьотър Вениаминович Свидлер (на руски Пётр Вениаминович Свидлер) е руски шахматист – гросмайстор. През февруари 2015 г. има коефициент ЕЛО 2739, което го прави 16-и в света. Най-високото си постижение има през януари 2006 г. – ЕЛО 2765 – седемнадесети в света за всички времена (Виж Върхови ЕЛО постижения в шахмата).
Свидлер се научава да играе шах на шестгодишна възраст. На 18 години, през 1994, става гросмайстор. Четири пъти е шампион на Русия (през 1994, 1995, 1997 и 2003). През 2001 г. достига полуфинал на световното първенство, версия ФИДЕ. Негов треньор е Андрей Лукин.
Свидлер е бележит състезател по „Шах 960“ – версия на играта, предложена от Боби Фишер. Той печели първия открит турнир в Майнц, Германия. През 2003 г. става световен шампион по „шах 960“ в Майнц, побеждавайки на финала Петер Леко в мач от осем партии. Той печели титлата още два пъти, побеждавайки Левон Аронян през 2004 г. и Золтан Олмаши през 2005, след което губи титлата от Аронян през 2006 г.
На световното първенство версия ФИДЕ в Сан Луис (Аржентина) през 2005 г. дели второ място с Вишванатан Ананд, като завоюва 8.5 точки от 14, изоставайки на 1.5 точки от водача Веселин Топалов. В интервю за „World Chess Network“ Свидлер твърди, че се е готвил сериозно само за мача в Сан Луис и постигнатия относителен успех го удовлетворява. Голяма част от свободното си време той посвещава на семейството и децата си.
Резултатът от Сан Луис го класира директно на финалната фаза от световния шампионат през 2007 г. Там той завоюва 6.5 от 14 точки, което го поставя на пето място от осем състезатели.
Свидлер е фен на крикета и на Боб Дилън.